# Urs Augstburger
Urs Augstburger (* 18. Januar 1965 in Brugg) ist ein Schweizer Schriftsteller und Journalist.

## Leben und Schaffen
Urs Augstburger ist in Brugg aufgewachsen und besuchte die Ringier-Journalistenschule. Anschließend arbeitete er unter anderem als Kulturjournalist sowie als Redakteur beim Schweizer Sonntagsblick und beim Schweizer Radio- und Fernsehsender SRF. Mit dem Schreiben begann er im Jahre 1990. Sein erster Roman Für immer ist morgen erschien 1997, gefolgt von seinem literarischen Durchbruch mit Schattwand im Jahre 2001. Neben seiner journalistischen und schriftstellerischen Arbeit wirkte er ebenfalls bei der Verwirklichung von mehreren preisgekrönten Dokumentarfilmen mit.

## Werke
- Für immer ist morgen. Roman. Bilger, Zürich 1997, ISBN 3-908010-32-2; DTV, München 1999, ISBN 3-423-20257-2.
- Chrom. Eine Basil-Bast-Produktion. Roman. Bilger, Zürich 1999, ISBN 3-908010-39-X; DTV, München 2003, ISBN 3-423-20605-5.
- Schattwand. Ein Bergdrama. Bilger, Zürich 2001, ISBN 3-908010-54-3; DTV, München 2007, ISBN 978-3-423-20983-0.
- Gatto Dileo. Eine Liebesballade. Bilger, Zürich 2004, ISBN 3-908010-68-3.
- Graatzug. Ein Bergroman. Bilger, Zürich 2007, ISBN 978-3-908010-84-5; DTV, München 2009, ISBN 978-3-423-21125-3.
- Wässerwasser. Bergroman. Bilger, Zürich 2009, ISBN 978-3-03-762006-9; DTV, München 2012, ISBN 978-3-423-21358-5.
- Als der Regen kam. Roman. Klett-Cotta, Stuttgart 2012, ISBN 978-3-608-93974-3.
- Kleine Fluchten. Klett-Cotta, Stuttgart 2015, ISBN 978-3-608-98023-3.
- Helvetia 2.0. Klett-Cotta/Tropen Stuttgart 2017, ISBN 978-3-608-50344-9.
- Das Dorf der Nichtschwimmer. Bilgerverlag, Zürich 2020, ISBN 978-3-03762-088-5.
- Die Hängebrücke. SJW, Zürich 2022, ISBN 978-3-7269-0358-9.
- Das Tal der Schmetterlinge. Bilgerverlag, Zürich 2023, ISBN 978-3-03762-103-5.